# Ronald Fangen

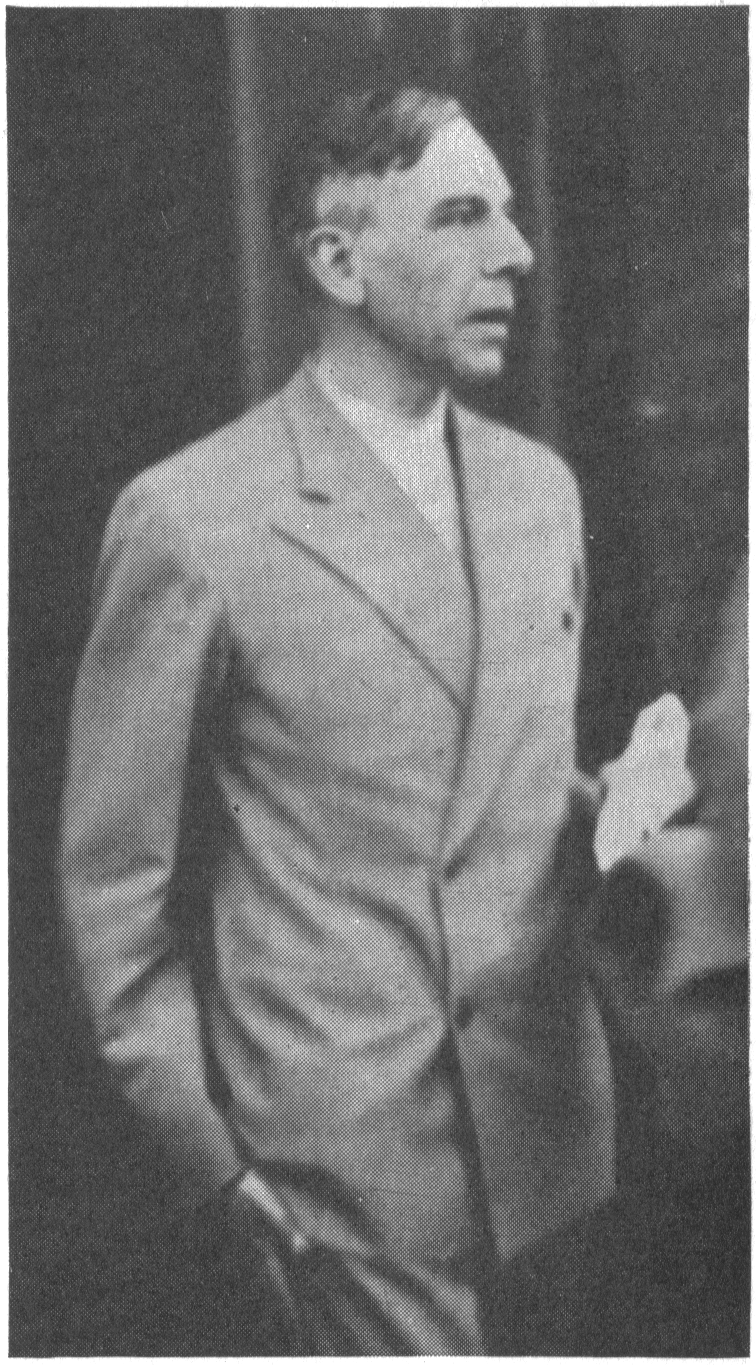
Ronald Fangen

Ronald Fangen, född 29 april 1895 på Kragerø, död 22 maj 1946 (i en flygolycka på Snarøya), var en norsk författare, journalist och kritiker. Fangen var med och grundade tidningen Vårt Land.
Han gick med i Oxfordrörelsen 1934 och hans produktion präglas av en konservativt kristen livsåskådning.